# بافاو بيرفان
بافاو بيرفان (بالألمانية: Pavao Pervan)‏ هو لاعب كرة قدم نمساوي. ولد في 13 نوفمبر 1987 في فيينا، النمسا. يلعب كحارس مرمى لفريق نادي فولفسبورغ

## روابط خارجية
- بافاو بيرفان على موقع الاتحاد الدولي (مؤرشف)  (الإنجليزية)
- بافاو بيرفان على موقع الاتحاد الأوربي (الإنجليزية)
- بافاو بيرفان على موقع قاعدة بيانات كرة القدم.إي يو (الإنجليزية)
- بافاو بيرفان على موقع ناشيونال فوتبول تيمز (الإنجليزية)
- بافاو بيرفان على موقع Soccerway.com (الإنجليزية)
- بافاو بيرفان على موقع عالم كرة القدم.نت (الإنجليزية)